# Egzekucje w Kurowie
Egzekucje w Kurowie – mord na obywatelach polskich, żołnierzach Armii Krajowej i Batalionów Chłopskich, dokonany przez okupantów niemieckich 6 marca 1944 w dwóch punktach Kurowa (województwo lubelskie): na Starym Rynku i przy ul. Puławskiej/Nadrzecznej. Była to największa egzekucja publiczna podczas II wojny światowej dokonana na Lubelszczyźnie.                                                                                                                                                                                                                                                                                                                                                                                                                                                                                                                                                                                                                                                                                                                                                                                                                                                                                                                                                                                                                                                                                                                                                                                                                                                                                                                                                    

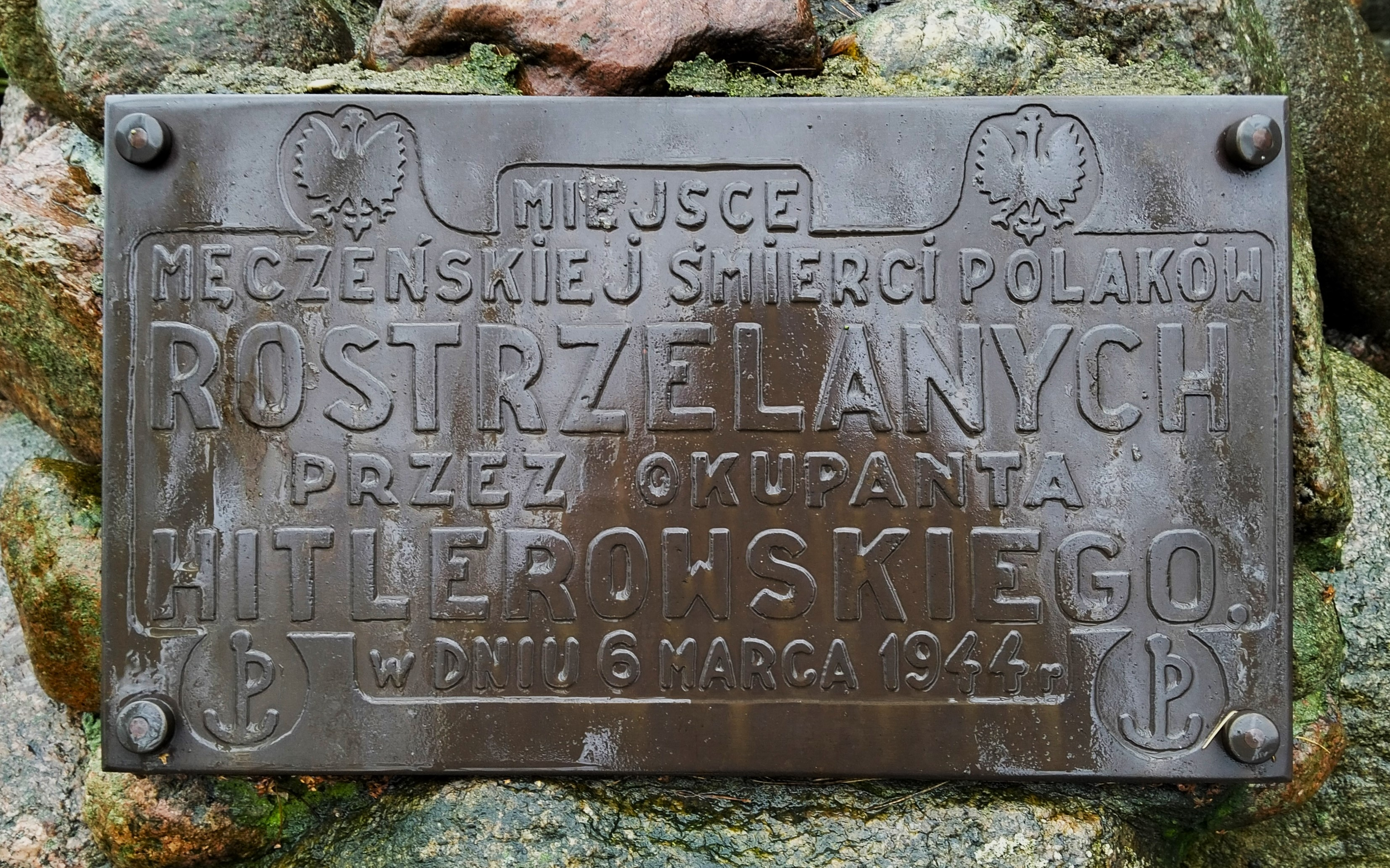
Tablica na pomniku przy ul. Puławskiej

Mord był odwetem za zamachy dokonane przez podziemie na Niemcach. Podczas dwóch publicznych egzekucji zamordowano więźniów Zamku Lubelskiego. Dziesięciu Polaków zostało powieszonych, pozostałych zaś rozstrzelano. Według różnych źródeł w egzekucjach zginęło 46, 47 lub 50 osób, w tym dowódca plutonu, Ignacy Mazurkiewicz. Ciała ofiar mordu hitlerowcy pozwolili zdjąć po 48. godzinach od egzekucji, co miało być ostrzeżeniem dla miejscowych Polaków. Ofiary pochodziły z takich miejscowości, jak: Puławy, Lublin, Dęblin, Biała Podlaska, Jastków, Ryki, Baranów, Żyrzyn, Opole Lubelskie, Bełżyce, Wojciechów, Wąwolnica, Nałęczów, Końskowola, Garbów, Stężyca, Sobolew, Ułęż, Dzierzkowice i Kurów.                                                                                                                                                                                                                                                                                                                                                                                                                                                                                                                                                                                                                                                                                                                                                                                                                                                                                                                                                                                                                                                                                                                                                                                                                                                                                                                                                    
Pierwszy pomnik ofiar z lastriko wzniesiono na Starym Rynku w połowie lat 60. XX wieku. Z uwagi na zły stan techniczny został on rozebrany w 2023. Obecny monument w formie steli z prześwitującym krzyżem odsłonięto w miejscu poprzedniego w 80. rocznicę mordu, 6 marca 2024. Został on skonstruowany z ze szwedzkiego granitu z wyrytymi nazwiskami ofiar.

## Galeria

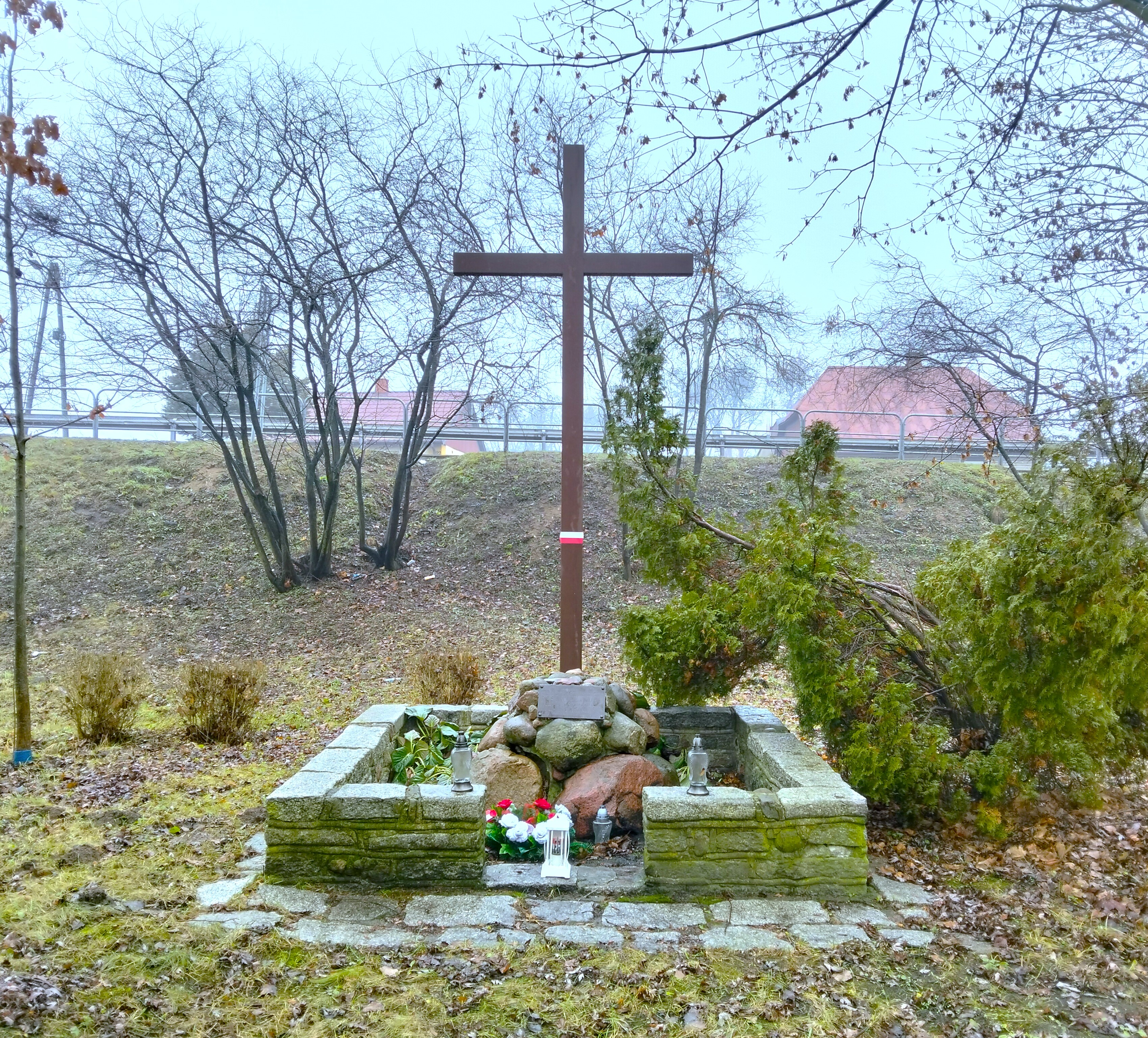
Pomnik na miejscu egzekucji (ul. Puławska/Nadrzeczna)
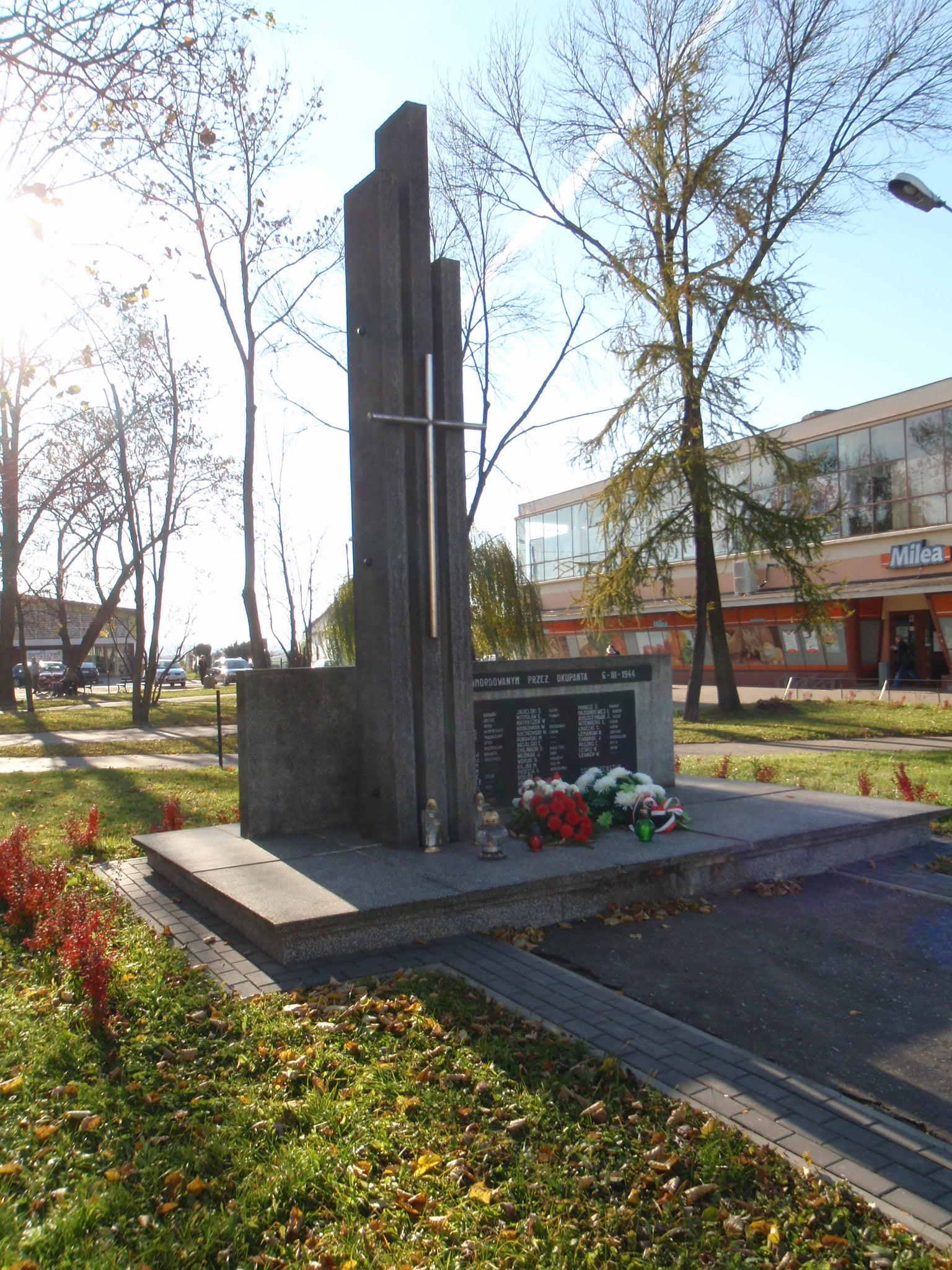
Pierwszy pomnik z lastriko na Starym Rynku